# Tropidosaura gularis
Espèce
Tropidosaura gularis est une espèce de sauriens de la famille des Lacertidae.

## Répartition
Cette espèce est endémique d'Afrique du Sud. Elle se rencontre dans le sud du Cap-Occidental et du Cap-Oriental.

## Publication originale
- Hewitt, 1927 : Further descriptions of reptiles and batrachians from South Africa. Record of the Albany Museum, Grahamstown, vol. 3, no 5, p. 371-415.